# Kandyd z Agaunum
Kandyd z Agaunum, również Kandyd z Teb (zm. ok. 286 w Agaunum) – rzymski żołnierz legendarnej Legii Tebańskiej, męczennik i święty Kościoła katolickiego.

## Życiorys
Według Albana Butlera, Kandyd był starszym oficerem i strategiem  (łac. senator militum) w grupie chrześcijańskich żołnierzy rekrutowanych przez samego Maksymiana w Górnym Egipcie. Był jednym z przywódców Legionu Tebańskiego, obok św. Maurycego, który był w opozycji do cesarza, zauważając, że "jesteśmy żołnierzami, ale również pracownikami prawdziwego Boga. Nie możemy wyrzec się Tego, który jest naszym Stwórcą i Panem, a także Ciebie, nawet jeśli odrzucasz Go".
Maksymian, nie widząc nadziei na przezwyciężenie ich stałości, zarządził, że cała Legia zostanie ukarana śmiercią. Inne źródła mówią o zdziesiątkowaniu Legii, co jest bardziej prawdopodobne na podstawie losów innych żołnierzy. Śmierć poniosło wielu żołnierzu w ilości ok. 6 tysięcy (6600). Śmierć ponieśli również centurion św. Maurycy i św. Eksuperiusz, oficer sztandarowy.
To wszystko nastąpiło w Europie, gdzie przeniesiono Legię do walki z barbarzyńcami, w pobliżu Agaunum (dzisiejsze Saint-Maurice (Szwajcaria)) 22 września ok. 286 roku lub na przełomie III i IV wieku. 
Kandyda i jego towarzyszy upamiętniono w Martyrologium Rzymskim właśnie pod tym dniem. 
Relikwie św. Kandyda i jego towarzyszy zostały odnalezione przez pierwszego biskupa Octodorum (dzisiejszego Martigny w kantonie Valais) św. Teodora ok. 350 roku. Do VI wieku  były przechowywane w relikwiarzu w bazylice którą ufundował biskup ku czci świętych. Około 515 roku relikwie przeniesiono do klasztoru wybudowanego w tym miejscu opactwa w dzisiejszym Saint-Maurice.